# U.S. Sambenedettese
Maillots
Actualités
L'U.S. Sambenedettese, plus connue sous le nom de Sambenedettese, est un club italien de football. Il est basé à San Benedetto del Tronto dans la province d'Ascoli Piceno, dans la région des Marches, dans le centre de l'Italie. Le club est également connu sous les surnoms de Samb ou Samba par ses supporters et les médias.
Le club est fondé le 4 avril 1923 sous le nom Unione Sportiva Sambenedettese puis il connait trois mises en faillite au cours de son histoire en 1994, 2006 et 2009. En 1994, le club évolue en troisième division, il est refondé sous l'appellation Sambenedettese Calcio 1923 puis il entame la saison suivante en Eccellenza, sixième division et plus haut rang régional. S'ensuivent plusieurs promotions qui l'amènent à disputer la troisième division en 2006, année au cours de laquelle une nouvelle mise en faillite est prononcée, il est refondé sous le nom de Società Sportiva Sambenedettese Calcio et le nouveau club parvient à rester dans la même division. Trois ans plus tard, le même scénario qu'en 1994 se produit, le club est refondé sous son nom actuel et il est rétrogradé administrativement de la troisième à la sixième division. Après une victoire dans le championnat d'Eccellenza en 2010, puis en Serie D en 2013, le club ne parvient pas à s'inscrire au championnat professionnel de Lega Pro Deuxième division l'année suivante et est de nouveau relégué en Eccellenza pour faillite.
L'arrivée de nouveaux propriétaire a permis au club de retrouver la Lega Pro après sept ans d'absence en 2016, après la victoire du Groupe F de Serie D à 4 matches du terme de la saison.
En 2021-2022 le club évolue en Serie D à la suite d'une rétrogradation judiciaire.

## Historique
Sur la période 1929-2011, le club cumule vingt-et-une saisons de présence en deuxième division.

### Chronologie
- 4 avril 1923 : Fondation du club sous le nom de Unione Sportiva Sambenedettese
- 1956, 1974 et 1981 : Promotions en deuxième division
- 1988-1989 : Dernière saison de présence du club en deuxième division
- 2016: Promotion en Lega Pro
- 2021 : relégation judiciaire en Série D et changement de dénomination

## Palmarès
- Champion de Serie C (3e division) en 1956 et 1974
- Champion de Serie C1 (3e division) en 1981
- Champion de Serie C2 (4e division) en 1991 et 2002
- Champion de Serie D (5e division) en 2001 et 2013
- Champion de Serie D (4e division) en 2016
- Champion d'Eccellenza Marche en 2010 et 2014
- Vainqueur de la Coupe d'Italie de Serie C en 1992

## Anciens joueurs
- Luca Cigarini
- Pietro Zammuto
- Damián Macaluso

## Identité visuelle

Ancien logo.
Logo actuel.